# Championnats d'Europe par équipes de judo
Dès 1951, une compétition par équipes est associée aux épreuves individuelles des championnats d’Europe de judo. Elle en est cependant dissociée à partir de 1978 pour être disputée indépendamment, lors d’un tournoi spécifique organisé généralement en octobre ou novembre de chaque année. En 1985, cette épreuve par équipes qui ne concernait jusqu’alors que les hommes s’enrichit d’une épreuve équivalente dédiée aux femmes, sa création coïncidant avec l’épanouissement du judo féminin. Ces deux compétitions sont disputées conjointement jusqu’en 2009, toujours indépendamment des épreuves individuelles. La réunification entre compétition individuelle et par équipes intervenant finalement à partir des championnats d’Europe 2010 et perdure jusqu'en 2017. À partir de 2018, une formule novatrice apparaît. Plus de distinction entre tournoi masculin et féminin  mais une seule compétition opposant des équipes mixtes comprenant trois garçons et trois filles  de chaque nation. Ce tournoi étant dissocié des championnats d'Europe individuels.

## Historique

### Règlement et organisation
Au fil des années, le format des épreuves a subi des modifications, liées à l’évolution des règles. Mais les championnats d’Europe par équipes sont restés fidèles à certains principes de base : 
- Un système plus ou moins complexe de qualification par poules, avec repêchage éventuel, conduisant à des demi-finales et à une finale. Les équipes demi-finalistes perdantes s‘affrontant pour la conquête d'une unique médaille de bronze (si le nombre d’équipes engagées est réduit) ou obtenant chacun cette médaille, sans rencontre supplémentaire.
- Cinq à sept catégories de poids représentées, suivant les éditions. Chaque affrontement entre deux équipes commençant immuablement par l’entrée en lice des judokas les plus légers pour se terminer par le combat opposant les lourds.
- La possibilité pour chaque équipe de remplacer, en cours de compétition, un judoka par un second et ceci pour chaque catégorie. Tout remplacement étant définitif.
- Un système de notation comptabilisant le nombre de victoires remportées par une équipe mais également les avantages marqués par chacun de ses membres. Ainsi que l’organisation éventuelle d’un combat supplémentaire, dans l’éventualité d’une égalité parfaite. Ce cas de figure se présenta en finale de l’édition 1982. La France et l’URSS se retrouvant à trois victoires partout et vingt points chacune à l’issue de la rencontre, Guy Delvingt et Khazret Tletseri qui avaient fait match nul précédemment s’affrontèrent à nouveau en un second combat décisif qui se joua sur décision arbitrale[2].

### Difficultés
Ces championnats d’Europe par équipes ont eu souvent du mal à exister dans un calendrier international généralement chargé, comprenant parfois des échéances majeures, telles que les Jeux Olympiques ou les championnats du monde. La nécessité pour certaines fédérations de ménager leurs meilleurs éléments avant ces compétitions, ou de leur permettre de récupérer après les efforts consentis durant celles-ci, a parfois contraint leurs responsables à constituer des équipes formées de "seconds couteaux", de jeunes judokas en devenir ou bien à renoncer tout simplement à participer. 
 Ainsi, en 1981 et 1983, les championnats d’Europe par équipes sont annulés "pour insuffisance d’équipes engagées". En 1986, la défection inattendue de l’URSS incite le journal L'Équipe à juger que régulièrement "la compétition pâlit de l’absence de certaines nations". Et, à l’issue de l’édition 2005, la revue « Judo magazine » de novembre écrit "qu’aucune des nations engagées n’a aligné sa meilleure formation au sortir d’un cycle de compétition qui a mobilisé les élites pendant trois saisons". 

En dépit de leurs problèmes récurrents et des menaces concernant leur maintien dans le calendrier, ces championnats ont réussi à perdurer, sans doute en raison de l’attrait particulier qu’elles ont généralement exercé sur le public. Enthousiaste après l’édition 1982, le journal "Judo" écrit que la compétition par équipes "nous a valu des émotions rares". Et, vingt ans plus tard, en novembre 2004, le même journal récidive, soulignant que "les compétitions par équipes sont passionnantes et intéressent un public large."

### Palmarès
En ce qui concerne la compétition masculine, la France avec ses 19 titres et en tête du bilan des championnats d’Europe par équipes, précédant de peu la défunte URSS (16 titres) qui a été quasiment sa seule rivale jusqu’à sa disparition, en 1991. Entre 1972 et 1993 notamment, la domination de ces deux nations a été telle qu’elles se sont adjugé à tour de rôle les vingt titres décernés durant cette période. Au cours des années quatre-vingt-dix, la donne a toutefois changé. Les victoires se répartissant plus équitablement entre les différentes nations européennes : Allemagne, Royaume-Uni, Italie ainsi que les états indépendants nés de l’éclatement du géant soviétique. Et en premier lieu la Géorgie, pays de moins de cinq millions d’habitants qui a raflé neuf titres continentaux entre 2003 et 2021.

Pour ce qui est des filles, la domination de la France est plus écrasante encore puisque les tricolores ont remporté 20 des 32 titres décernés depuis la création des championnats d’Europe féminins par équipes, en 1985. La Belgique, le Royaume-Uni, les Pays-Bas et la Russie ayant été les seules nations à avoir battu en brèche cette suprématie, certaines années.

## Les éditions dissociées

### Localisation des épreuves
- 1978 :  Paris
- 1979 :  Brescia
- 1980 :  La Haye
- 1982 :  Milan
- 1984 :  Paris
- 1985 :  Bruxelles
- 1986 :  Novi Sad
- 1987 :  Paris
- 1988 :  Visé
- 1989 :  Vienne
- 1990 :  Dubrovnik
- 1991 :  Bois-le-Duc
- 1992 :  Leonding
- 1993 :  Francfort
- 1994 :  La Haye
- 1995 :  Trnava
- 1996 :  Saint-Pétersbourg
- 1997 :  Rome
- 1998 :  Villach
- 1999 :  Istanbul
- 2000 :  Alost
- 2001 :  Madrid
- 2003 :  Londres
- 2003 :  Oradea
- 2004 :  Paris
- 2005 :  Debrecen
- 2006 :  Belgrade
- 2007 :  Minsk
- 2009 :  Miskolc
- 2018 :  Iekaterinbourg
- 2021 :  Oufa
- 2022 :  Mulhouse
- 2023 :  Krynica-Zdrój (dans le cadre des Jeux européens de 2023)

### Bilan
Ce tableau liste uniquement les podiums des championnats d’Europe de judo par équipes quand cette compétition a été dissociée des épreuves individuelles. Les résultats des épreuves par équipes qui se sont tenues conjointement avec les épreuves individuelles se trouvent dans les pages concernées des championnats d’Europe de judo.

Il existe quelques particularités concernant certaines éditions :
- Les années 1981 et 1983 ne figurent pas dans ce tableau, les compétitions ayant été annulées[7].
- L'édition 2002 est absente de ce tableau, les épreuves individuelles et par équipes s'étant déroulées conjointement cette année-là.
- En 2003, la compétition masculine a été exceptionnellement dissociée de l’épreuve féminine. Les femmes s’affrontant à Oradea, en Roumanie, le 25 octobre et les hommes à Londres, le 6 décembre.

•	Les judokas précédés de l’astérisque sont ceux ayant participé uniquement aux phases éliminatoires (demi-finale, quart de finale, repêchage).

| Année                                        | Médaille d'or | Médaille d'argent | Médailles de bronze |
| 1978                                         | France Thierry Rey, Yves Delvingt, Alain Landart Bernard Tchoullouyan, Jean-Pierre Tripet Angelo Parisi, Jean-Luc Rougé                                                                                  | Union soviétique Evgeny Pogorelov, Nikolay Solodukhin Vladimir Nevzorov, Vitaly Bychenok Alexander Yatskevich, Grigory Verichev Vitaly Kuznetsov                                                         | Allemagne de l'Ouest Helmut Grobelin, Wolfgang Frank Peter Walter Engelbert Dörbandt, Peter Bitterberg Arthur Schnabel Alexander Von der Groeßen |
| 1979                                         | Union soviétique Aramby Emizh,Nikolay Solodukhin Tamaz Namgalauri, Shota Khabareli Alexander Shurov, Alexey Tyurin Alexander Yatskevich                                                                  | France Yves Delvingt, Thierry Rey Christian Dyot Bernard Tchoullouyan, Angelo Parisi Jean-Luc Rougé, Michel Sanchis * Guy Delvingt, Alain Landart                                                        | Allemagne de l'Ouest Helmut Grobelin, Peter Walter Walter Rieß, Peter Bitterberg Wolfgang Frank Günther Neureuther, Werner Friedrich Italie Felice Mariani, Ezio Gamba Enzo De Denaro, Luigi Nasti Mario Vecchi Giorgio Maiorana, Marino Beccacece |
| 1980                                         | France Guy Le Baupin, Guy Delvingt Christian Dyot Bernard Tchoullouyan, Michel Sanchis Roger Vachon, Laurent del Colombo * Roger Hairabedian                                                             | Union soviétique Aramby Emizh, Valentin Tarakanov Leonid Mytnik, Shota Khabareli Vasily Gubanov Alexander Shurov, Alexey Tyurin                                                                          | Allemagne de l'Ouest Peter Jupke, Hans-Peter Kindl Wolfgang Frank Jürgen Fuchtmeyer, Adalbert Missala Günther Neureuther, Arthur Schnabel Pays-Bas Jean-Pierre van Deursen, Jo Gevers Gé van den Elshout, Rik Bakker Leo van Oosten Henk Numan, Willy Wilhelm |
| 1982                                         | France Guy Delvingt, Thierry Rey, Serge Dyot Michel Nowak, Bernard Tchoullouyan Roger Vachon, Angelo Parisi                                                                                              | Union soviétique Khazret Tletseri, Nikolay Solodukhin Magomed Parchiev, Shota Khabareli Sacha Yaskevitch, Alexander Shurov Alexey Tyurin * David Bodaveli, Grigory Verichev                              | Allemagne de l'Ouest Peter Jupke, James Rohleder Jürgen Fuchtmeyer Günther Neureuther Volker Fegert, Klaus Burggraf Alexander von der Groeben |
| 1984                                         | France Marc Alexandre, Richard Melillo Michel Nowak, Fabien Canu Roger Vachon, Angelo Parisi Bruno Douet * François Fournier, Patrick Roux                                                               | Union soviétique Igor Zhuchkov, Yuri Sokolov Sergey Gorichev, Vladimir Shestakov Alexander Sivtsev, Boris Gogichashvili Khabil Biktashev                                                                 | Royaume-Uni Michael Somerville Stephen Gawnthorpe Kerrith Brown, Richard Armstrong Densign White, Nicholas Kokotaylo Elvis Gordon Tchécoslovaquie Pavel Petrikov, Jaroslav Kritz Karel Ulcnik, Vladimir Barta Karel Purkert, Jiri Sosna Vladimir Kocman |
| 1985 hommes                                  | Union soviétique Igor Zhuchkov, Firuz Margiani Tamaz Namgalauri, Shota Khabareli Vitaly Pesnyak, Alexander Sivtsev Grigory Verichev                                                                      | France Bruno Douet, Marc Alexandre Richard Melillo, Michel Nowak Fabien Canu Roger Vachon, Laurent Del Colombo * Patrick Roux                                                                            | Pays-Bas Jean-Pierre Van Deursen Laurens Van As Justin Van Heest, Ben Spijkers Rene van Ooyen, Willy Wilhelm Robert van der Vlist |
| 1985 femmes                                  | France Fabienne Boffin, Pascale Doger Béatrice Rodriguez, Céline Géraud Brigitte Deydier, Natalina Lupino Isabelle Paque * Marie-France Colignon                                                         | Allemagne de l'Ouest Kerstin Emich, Barbara Boerner Regina Philips, Gabi Ritschel Petra Wahnsiedler, Barbara Claßen Regina Sigmund, Birgit Friedrich                                                     | Pays-Bas Jessica Gal, Veronique Akkermans Chita Gross, Belinda Stoeltjes Anita Staps, Anoushka Van der Vlist Marjolein Van Unen, Irene de Kok |
| 1986 hommes                                  | France Patrick Roux, Jean-Pierre Hansen Marc Alexandre, Michel Nowak Fabien Canu, Roger Vachon Christian Vachon * Marcel Pietri                                                                          | Autriche Manfred Hiptmaier, Norbert Wiesner Manfred Hoelzler, Peter Reiter Thomas Haasmann, Manfred Reiter Martin Kolbl                                                                                  | Yougoslavie Jozef Detari, Dragan Ciganovic Jovan Pejcic, Jovan Zivkovic Srdjan Matevic, Stanko Anderle Slavo Stanisic Allemagne de l'Ouest Peter Jupke, Joachim Brenner Steffen Stranz, Roland Schell Marc Meiling Alexander von der Groeßen |
| 1986 femmes                                  | France Cécile Nowak, Dominique Maaoui-Brun Catherine Arnaud, Céline Géraud Michèle Lionnet, Laetitia Meignan Isabelle Paque                                                                              | Royaume-Uni Anisah Mohamoodally, Loretta Doyle Claire Shiach, Ann Hughes Dawn Netherwood, Joanne Spinks                                                                                                  | Autriche Barbara Eck, Susanne Profanter Petra Profanter Marianne Moser Reiterer Gabriele Wellan, Marianne Promegger Johanna Kuecher Italie Giovanna Tortora, Alessandra Giungi Laura Zimbaro, Laura Di Toma Cristina Fiorentini, Emanuela Pierantozzi Maria Teresa Motta |
| 1987 hommes                                  | Union soviétique Chatib Khachak, Sergey Kosmynin Georgy Tenadze, Vladimir Shestakov Alexander Sivtsev, Evgeny Pechurovr Khabil Biktashev                                                                 | France Patrick Roux, Bruno Carabetta Marc Alexandre Jean-Michel Berthet, Fabien Canu Roger Vachon, Christian Vachon                                                                                      | Royaume-Uni Neil Eckersley, Mark Adshead Mark Earle, Paul Sheals Raymond Stevens Nick Gale, Elvis Gordon Suisse Serge Noble, Andy Fischer, Alain Cortat Alain Noble, Olivier Schaffter Dino Eisenring Clemens Jehle |
| 1987 femmes                                  | France Cécile Nowak, Dominique Maaoui-Brun Catherine Arnaud, Martine Rottier Brigitte Deydier, Laetitia Meignan Isabelle Paque                                                                           | Royaume-Uni Anisah Mohamoodally, Sharon Rendle Ann Hughes, Diane Bell, Jane Morris Avril Malley, Loretta Doyle Joanne Spinks                                                                             | Allemagne de l'Ouest Heide Kaufmann, Carola Pfeiffer Petra Schweizer, Karin Krueger Kerstin Emich, Karin Kutz Ute Ulsperger |
| 1988 hommes                                  | France Philippe Pradayrol, Bruno Carabetta Marc Alexandre, Jean-Michel Berthet Fabien Canu, Stéphane Traineau Christian Vachon                                                                           | Allemagne Thorsten Havekost, Stefan Buben Hans Engelmeier, Torsten Hoth Stefan Freudenberg, Detlef Knorrek Jochen Plate                                                                                  | Belgique Patrick De Poorter, Philip Laats Didier Brenard, Johan Laats Rudy Fruytier Mario Bauwens, Harry Van Barneveld Royaume-Uni Philip Sullivan, Mark Preston, Roy Stone Ryan Birch, Lloyd Alexander Raymond Stevens Errol Carnegie |
| 1988 femmes                                  | Royaume-Uni Karen Briggs, Ann Hughes Sharon Rendle Jackie Johnson, Diane Bell, Jane Morris Sharon Lee | Belgique Caroline Larivière, Heidi Goossens Nicole Flagothier, Cris De Bleser Godelieve Lieckens, Ulla Werbrouck Ingrid Berghmans                                                                        | France Fabienne Boffin, Dominique Berna Armelle Iost, Céline Géraud Michèle Lionnet, Aline Batailler Christine Cicot * Véronique Rousseau, Sabine Hirt Catherine Fleury-Vachon, Claire Lecat Laetitia Meignan, Emmanuelle Mikula Pays-Bas Jessica Gal, Veronique Akkermans, Chita Gross Jenny Gal, Belinda Stoeltjes Marion van Dorssen, Angelique Seriese                                |
| 1989 hommes                                  | Union soviétique Andrey Yushin, Vladimir Dgebuadze Oleg Maltsev, Vadim Voinov Apti Magomadov David Khakhaleishvili Fedor Lazarenko                                                                       | France Philippe Pradayrol, Hamid Abdoune Philippe Taurines, Jean-Michel Berthet Pascal Tayot, Stéphane Traineau Laurent Del Colombo * Patrick Boirie, Pascal Bozzo                                       | Royaume-Uni Allemagne de l'Est |
| 1989 femmes                                  | France Cécile Nowak, Dominique Berna Catherine Arnaud Catherine Fleury-Vachon Claire Lecat, Aline Batailler, Natalina Lupino                                                                             | Royaume-Uni Anisah Mohamoodally, Loretta Doyle Claire Shiach, Nicola Fairbrother Kate Howey Jane Morris, Sharon Lee                                                                                      | Autriche Michaela Bornemann, Edith Hrovat Petra Profanter, Renate Lehner, Roswitha Hartl Marianne Promegger, Barbara Grienberger Italie Giovanna Tortora, Alessandra Giungi Laura Zimbaro, Ercia Barieri Emanuela Pierantozzi, Erica Baroncini Maria Teresa Motta |
| 1990 hommes                                  | Union soviétique Ruslan Bashaev, Vyacheslav Shishkin Magomedbek Aliev, Rashid Ibragimov Valery Yudanov, Vadim Voinov Zaza Dabrundashvili                                                                 | France Philippe Pradayrol, Bruno Carabetta Philippe Taurines Bertrand Amoussou-Guenou Fabien Canu, Stéphane Traineau David Douillet                                                                      | Pays-Bas Jan van Buren, Ulrich Dap Meddy Mug, Anthonie Wurth Ben Spijkers Theo Meijer, Hans Buiting Royaume-Uni Nigel Donohue, Owen Pinnock Roy Stone Dave Southby, Densign White Raymond Stevens, Elvis Gordon |
| 1990 femmes                                  | Royaume-Uni Karen Briggs, Sharon Rendle Nicola Fairbrother, Sharon Mills Kate Howey Jane Morris, Sharon Lee                                                                                              | France Cécile Nowak, Fabienne Boffin Catherine Arnaud Catherine Fleury-Vachon Isabelle Beauruelle, Aline Batailler Christine Cicot                                                                       | Pays-Bas Machteld Knuit, Jessica Gal, Jenny Gal Gooitske Marsman, Chantal Han Marscha Broeders, Angelique Seriese Italie Giovanna Tortora, Alessandra Giungi Laura Zimbaro, Barbara Muzzioli Emanuela Pierantozzi Annamaria Colagrossi Maria Teresa Motta |
| 1991 hommes                                  | Union soviétique Ruslan Gamzatov, Shukhrat Gafurov Sharip Varaev, Magomedbek Aliev Sergey Klishin, Dmitry Sergeev Igor Bereznitsky                                                                       | France Philippe Pradayrol, Nasser Nechar Patrick Rosso Bertrand Amoussou-Guenou Fabien Canu, Stéphane Traineau Georges Mathonnet * Christophe Gagliano, Pascal Tayot                                     | Pays-Bas Guno Pocorni, Jan van Buren Danny Maij Louis Wijdenbosch, Ben Spijkers Dennis Raven, Theo Meijer, Anthonie Wurth Belgique Patrick De Poorter, Philip Laats Didier Raquet Johan Laats, Rene Goos Robert Van De Walle Harry Van Barneveld |
| 1991 femmes                                  | France Sylvie Meloux, Dominique Berna Catherine Arnaud Catherine Fleury-Vachon Isabelle Beauruelle, Aline Batailler Natalina Lupino * Laetitia Meignan                                                   | Royaume-Uni Loretta Doyle, Sharon Rendle Nicola Fairbrother, Melody Johnson, Kate Howey Jane Morris, Sharon Lee                                                                                          | Pays-Bas Agnès Endel, Jessica Gal Gooitske Marsman Marjolein van Dommelen, Jenny Gal Marion van Dorssen Monique van der Lee Allemagne Kathrin Klaba, Kerstin Emich Gudrun Hausch, Regina Philips Petra Wahnsiedler Regina Schuettenhelm Carmen Godel |
| 1992 hommes                                  | France Thierry Harismendy, Hamid Abdoune Patrick Rosso, Bertrand Damaisin, Pascal Tayot Stéphane Traineau, Patrice Rognon                                                                                | Allemagne Richard Trautmann, Udo Quellmalz Stefan Dott, Peer Schmidt Bernd Pirpamer, Marc Meiling Frank Moeller                                                                                          | Communauté des États indépendants Ruslan Gamzatov, Oleg Karpov Arsen Aivazyan, Valentin Merkulov Givi Gaurgashvili, Sergey Kosorotov Sergey Klishin Royaume-Uni Julian Davies, Jean-Paul Bell Owen Pinnock Martin Mac Sorley, John Tierney Daniel Sargent Elvis Gordon |
| 1992 femmes                                  | France Sylvie Meloux, Dominique Berna Armelle Iost, Catherine Fleury-Vachon Alice Dubois, Laetitia Meignan Natalina Lupino                                                                               | Pays-Bas Agnès Endel, Veronique Akkermans Jessica Gal, Jenny Gal Claudia Zwiers, Irene de Kok Angelique Seriese                                                                                          | Royaume-Uni Philippa Gemmill, Elise Summers Nicola Fairbrother, Kirstie Weir Kate Howey Rowena Sweatman, Kerry Knowles Communauté des États indépendants Gyulshan Shirinova, Marina Kovrigina Tatyana Gavrilova Tatyana Bogomyakova Elena Kotelnikova, Tetiana Beliaieva Irina Rodina |
| 1993 hommes                                  | France Gaëtan Bikindou, Christophe Brunet Christophe Gagliano, Darcel Yandzi Pascal Tayot, Stéphane Traineau David Douillet * Patrick Rosso, Djamel Bouras                                               | Allemagne Richard Trautmann, Peter Schlatter Rene Sporleder, Uwe Frenz Sven Helbing, Detlef Knorrek Frank Moeller                                                                                        | Russie Nickolay Ozhegin , Vladimir Drachko Sergey Kolesnikov, Vladimir Kondrashov Tagir Abdulaev, Dmitry Sergeev Sergey Kosorotov Turquie Hüseyin Özkan, Salim Abanoz Alparslan Ayan, Goksel Sener Irakli Uznadze, Salih Tufan Durmus Selim Tataroglu |
| 1993 femmes                                  | France Bénédicte Nardou-Pradayrol Marie-Claire Restoux, Magali Baton Catherine Fleury-Vachon Isabelle Beauruelle Estha Essombe, Gaëlle Potel * Sylvie Meloux, Alice Dubois Laurence Sionneau             | Pays-Bas Tamara Meijer, Machteld Knuit Jessica Gal, Jenny Gal Claudia Zwiers, Karin Kienhuis Monique van der Lee                                                                                         | Allemagne Jana Perlberg, Heike Frohse Tanja Muenzinger, Petra Schweizer Nicole Bruns, Christine Meierarend Johanna Hagn République tchèque |
| 1994 hommes                                  | Allemagne Sebastian Hampel, Richard Trautmann Martin Schmidt, Stefan Dott Marko Spittka, Mike Hax Frank Moeller * Rene Sporleder, Detlef Knorrek                                                         | Biélorussie Natik Bagirov, Igor Koliev Oleg Maichenko, Eduard Shpakov Oleg Shapchits,Leonid Svirid Ruslan Sharapov                                                                                       | France Franck Chambily, Benoît Campargue Christophe Gagliano, Djamel Bouras Pascal Tayot, Tamaz Saakashvili Laurent Crost * Yacine Douma, Laurent Calleja Patrick Rosso, Laurent François Vincenzo Carabetta, Patrice Rognon Pologne Artur Brzezinski, Jaroslaw Lewak Piotr Sadowski, Bronislaw Wolkowicz Marek Pisula, Pawel Nastula Rafał Kubacki* Arkadiusz Wieczorek,Krzysztof Wojdan |
| 1994 femmes                                  | Pays-Bas Tamara Meijer, Chantal van Gestel Jessica Gal, Jenny Gal Claudia Zwiers, Karin Kienhuis Monique van der Lee                                                                                     | France Sylvie Meloux, Marie-Claire Restoux Isabelle Magnien Séverine Vandenhende Karine Rambault, Estha Essombe Christine Cicot * Bénédicte Nardou-Pradayrol Laetitia Tignola Karine Petit, Alice Dubois | Belgique Fabienne Druant, Heidi Goossens Inge Clement, Gella Vandecaveye Sabine Van Crombrugge Ulla Werbrouck Nicole Geenen * Isabelle Montmorency Marisabel Lomba Pologne Małgorzata Roszkowska, Ewa Larysa Krause Anita Kubica, Irena Tokarz Agata Mroz, Beata Walczak Beata Maksymow * Joanna Majdan, Aneta Szczepanska Monika Swiatkiewicz                                            |
| 1995 hommes                                  | Allemagne Sebastian Hampel, Richard Trautmann Rene Sporleder, Uwe Frenz Sven Helbing, Igor Mueller Detlef Knorrek                                                                                        | Russie Igor Zhuchkov, Islam Matsiev Andrey Ignatenko, Alexey Khazunov Dmitry Morozov, Yuri Stepkin Mikhail Korobeinikov                                                                                  | France Ludovic Bimont, Hassene Djimili Christophe Massina, Karim Boumedjane, Laurent François Vincenzo Carabetta, Eric Fauroux Laurent Crost * Christophe Brunet, Tamaz Saakashvili Patrick Rosso Royaume-Uni Nigel Donohue, Simon Moss Danny Kingston, Graeme Randall Ryan Birch Keith Davies, Richard Blanes,                                                                           |
| 1995 femmes                                  | Royaume-Uni Joyce Heron, Sharon Rendle Cheryle Peel, Diane Bell, Karen Powell Kate Howey, Josephine Horton Michelle Rogers                                                                               | Pologne Małgorzata Roszkowska Ewa-Larysa Krause Beata Kucharzewska, Irena Tokarz Aneta Szczepanska, Beata Walczak Beata Maksymow                                                                         | Pays-Bas Tamara Meijer, Veronique Akkermans Jessica Gal, Deborah Gravenstijn Claudia Zwiers, Karin Kienhuis Monique van der Lee Allemagne Dorte Dammann, Kristin Keppel Susann Singer, Sandra Wurm Nicole Bruns, Silke Gerdes Johanna Hagn |
| 1996 hommes                                  | France Yacine Douma, Larbi Benboudaoud Laurent François, Christophe Massina Frédéric Demontfaucon Ghislain Lemaire Laurent Crost * Vincenzo Carabetta                                                    | Allemagne Sebastian Hampel, Christian Konz Dirk Radszat, Rene Sporleder Uwe Frenz Patrick Nebhuth, Volker Heyer                                                                                          | Russie Vardan Voskanyan, Islam Matsiev Anatoly Laryukov, Vitaly Krutogolov Tagir Abdulaev, Yuri Stepkin Igor Bereznitsky Géorgie Nestor Khergiani, Giorgi Revazishvili Giorgi Vazagashvili George Chabukashvili Soso Liparteliani, Mevlud Lobzhanidze David Khakhaleishvili |
| 1996 femmes                                  | France Servane Bruneau, Laetitia Tignola Magali Baton, Karine Petit Isabelle Beauruelle, Carine Varlez Gaëlle Potel * Frédérique Jossinet                                                                | Pologne Małgorzata Roszkowska Ewa-Larysa Krause Beata Kucharzewska, Irena Tokarz Aneta Szczepanska, Anna Koroza Marta Kolodziejczyk                                                                      | Pays-Bas Tamara Meijer, Silvia Winters Jessica Gal, Nancy van Stokkum, Claudia Zwiers Karin Kienhuis, Monique van der Lee Russie Tatyana Kuvshinova Natalia Aranovskaya Zulfia Garipova, Ielena Petrova Elena Kotelnikova, Svetlana Galyant Irina Rodina |
| 1997 hommes                                  | Pays-Bas Vincent van Kalken, Patrick van Kalken Koen van Nol, Marcel Bosse Mark Huizinga, Ben Sonnemans Dennis van der Geest                                                                             | France Franck Chambily, Ludovic Delacotte Jessy Euclide, Cédric Claverie Frédéric Demontfaucon, Eric Fauroux Jérôme Dreyfus * Darcel Yandzi, Stéphane Nomis                                              | Italie Girolamo Giovinazzo, Francesco Giorgi Federico Cainero, Dario Romano Michele Monti, Luigi Guido Giorgio Vismara * Amedeo Cottone, Nicola Galante Diego Sgreccia, Giuseppe Maddaloni Russie Vladimir Degtyarev, Mussa Nastuev Vitaly Makarov, Vitaly Krutogolov Alexey Timoshkin, Yuri Stepkin Tamerlan Tmenov *Aslan Anaev, Vadim Arkhipov                                         |
| 1997 femmes                                  | France Sarah Nichilo-Rosso, Laëtitia Tignola Isabelle Magnien, Karine Petit Karine Rambault, Céline Lebrun Carine Varlez                                                                                 | Belgique Ilse Heylen, Inge Clement Marisabel Lomba, Gella Vandecaveye Johanne Vanbergen, Nicole Geenen Ulla Werbrouck *Nicole Flagothier                                                                 | Italie Giorgina Zanette, Giuseppina Macrì Francesca Campanini Maddalena Sorrentino Emanuela Pierantozzi Ylenia Scapin Lucia Morico * Cinzia Cavazzuti, Donata Burgatta Espagne Francisca Casco, Alicia Diaz Isabel Fernández, Sara Álvarez Almudena Lopez, Esther San Miguel Inmaculada Vicent                                                                                            |
| 1998 hommes                                  | Pays-Bas Martijn van Oostrum, Patrick van Kalken Koen van Nol, Maarten Arens Mark Huizinga, Ben Sonnemans Dennis van der Geest                                                                           | Espagne Oscar Peñas, Kiyoshi Uematsu Ignacio Salvador, Sergio Doménech Fernando González, Antonio Romero Ernesto Perez                                                                                   | Allemagne Oliver Spengler, Christian Konz Steffen Frisch, Dirk Radszat Sven Helbing, Daniel Gürschner Volker Heyer Italie Giovanni Carella, Girolamo Giovinazzo Giuseppe Maddaloni, Francesco Lepre Michele Monti, Leonardo Pascucci Denis Braidotti |
| 1998 femmes                                  | France Frédérique Jossinet Sarah Nichilo-Rosso Karine Petit, Amina Abdellatif Karine Rambault, Céline Lebrun Gaëlle Potel                                                                                | Allemagne Birte Siemens, Alexa Von Schwichow Karoline Kubatzki, Anja Von Rekowski Yvonne Wansart, Uta Kuehnen Sandra Koeppen                                                                             | Italie Giuseppina Macrì, Antonia Cuomo Cinzia Cavazzuti, Jenny Gal Ylenia Scapin, Lucia Morico Clementina Papa Espagne Yolanda Soler, Miren Leon Isabel Fernández, Sara Álvarez Leire Iglesias, Esther San Miguel Raquel Barrientos |
| 1999 hommes                                  | Russie Alexander Ridnyi, Magomed Dzhafarov Denis Ogienko, Vitaly Krutogolov Alexey Mikhalev, Yuri Stepkin Alexander Mikhailin                                                                            | Royaume-Uni Jamie Johnson, Julian Davies Eric Bonti, David Kingston, Steven Vidler Keith Davis, Richard Blanes                                                                                           | Pays-Bas Martijn van Oostrum, Grietzen Bouma Gerasime Khabuliani, Bas-Jan Berkhout Mark Huizinga, Rogier Smulders Willy Bilstra Italie Andrea Scolari, Girolamo Giovinazzo Giuseppe Maddaloni, Dario Romano Michele Monti, Luigi Guido Denis Braidotti |
| 1999 femmes                                  | Belgique Ann Simons, Inge Clement Marisabel Lomba, Gella Vandecaveye Ulla Werbrouck, Heidi Rakels Brigitte Olivier                                                                                       | Espagne Vanesa Arenas, Miren Leon Isabel Fernández, Sara Álvarez Ursula Martin Esther San Miguel, Susana Somolinos                                                                                       | Italie Giuseppina Macri, Antonia Cuomo Cinzia Cavazzuti, Jenny Gal Ylenia Scapin Lucia Morico, Clementina Papa Russie Lioubov Brouletova, Oxana Karzakova Olga Fedoseenko, Anna Saraeva, Svetlana Galyant, Alla Kulikova Irina Rodina * Irina Afonina |
| 2000 hommes                                  | France Eric Despezelle, Laurent Cormao Daniel Fernandes, André Allard Frédéric Demontfaucon Ghislain Lemaire Jérôme Dreyfus * Christophe Massina, Cédric Claverie                                        | Royaume-Uni Jamie Johnson, James Warren Eric Bonti, Luke Preston Winston Gordon Keith Davis, Robert Stilwell                                                                                             | Allemagne Raphael Boezio, Hendrik Schumacher André Korb, Steffen Frisch Sven Helbing Thomas Pille, Dennis Werner Belgique Sven Boonen, Frédéric Georgery Koen Sleeckx, Ignace Hart Daan De Cooman Tim Pedus, Koenraad De Visscher |
| 2000 femmes                                  | France Sarah Nichilo-Rosso, Marie-Claire Restoux Barbara Harel, Lucie Decosse Karine Rambault, Sandra Borderieux Céline Lebrun * Magali Baton, Anne Morlot Linda Marguerite                              | Roumanie Laura Moise-Moricz, Ioana Aluas-Dinea Laura Badita, Alina Sandu, Alina Croitoru Simona Richter, Nicoleta Mihalcea                                                                               | Belgique Ann Simons, Inge Clement Marisabel Lomba, Johanne Vanbergen Catherine Jacques, Heidi Rakels Brigitte Olivier * Ulla Werbrouck Pays-Bas Nynke Klopstra, Natascha van Gurp Deborah Gravenstijn Elisabeth Willeboordse Edith Bosch, Karin Kienhuis Françoise Harteveld |
| 2001 hommes                                  | Italie Donato Erra, Orazio D'Allura Giuseppe Maddaloni, Roberto Meloni Michele Monti, Paolo Bianchessi Denis Braidotti                                                                                   | Portugal Nuno Carvalho João Neto Nuno Delgado, Renato Morais Antonio Costa, Pedro Soares | Espagne Óscar Peñas, David Zamora Oscar Fernandez, David Alarza Aythami Ruano * Ricardo Echarte |
| 2001 femmes                                  | Belgique Ilse Heylen, Marisabel Lomba Gella Vandecaveye, Ulla Werbrouck Marie Elisabeth Veys | Espagne Ana Carrascosa, Isabel Fernández Sara Álvarez, Ursula Martin Esther San Miguel | Italie Giuseppina Macri, Laura Maddolani Cinzia Cavazzuti, Ylenia Scapin Lucia Morico |
| 2003 hommes                                  | Géorgie Nestor Khergiani, David Margoshvili Giorgi Revazishvili, Davit Nadaraia Zurab Zviadauri Aleksi Davidashvili Iveri Jikurauli                                                                      | Espagne Roberto Cueto, Óscar Peñas Kiyoshi Uematsu, Oscar Fernandez David Alarza, Ivan Vega Jose De Mingo * Ricardo Echarte, Kenji Uematsu                                                               | Ukraine Sergey Morokhovets, Sergey Grechanyk Gennadiy Bilodid, Roman Gontyuk Valentin Grekov, Vitaliy Polyanskyy Yevgeni Sotnikov * Ilya Chimchiuri, Ruslan Mashurenko |
| 2003 femmes                                  | France Sarah Nichilo-Rosso, Emilie Harnichard Fanny Euranie, Marie Pasquet Gévrise Emane, Lucie Louette Rebecca Ramanich                                                                                 | Royaume-Uni Clare Lynch, Sami Smithson Natalie Barry, Karen Roberts Amanda Costello, Rachel Wilding Simone Callender                                                                                     | Allemagne Julia Matijass, Raffaella Imbriani Karoline Kubatzki, Anna Von Harnier Annett Boehm, Jenny Karl Sandra Koeppen |
| 2004 hommes                                  | France Cyril Soyer, Daniel Fernandes Ahmed Ould-Saïd, Anthony Rodriguez Frédéric Demontfaucon Ghislain Lemaire Matthieu Bataille                                                                         | Espagne Oscar Peñas, Kenji Uematsu Kiyoshi Uematsu Oscar Fernandez David Alarza, Ivan Vega Ignacio Llorente                                                                                              | Turquie Cemal Oguz, Hüseyin Özkan Sezer Huysuz, Irakli Uznadze Burhan Kocan Ozgur Yilmaz Selim Tataroglu |
| 2004 femmes                                  | France Frédérique Jossinet, Annabelle Euranie Ilana Korval, Lucie Decosse Amina Abdellatif, Céline Lebrun Anne-Sophie Mondière * Fanny Euranie                                                           | Royaume-Uni Fiona Robertson, Elizabeth Welsh Sophie Cox, Gemma Hutchins Kate Howey Rachel Wilding Karina Bryant                                                                                          | Espagne Oiana Blanco, Teresa Blanco Isabel Fernandez, Sara Álvarez Maria Martinez Raquel Prieto Alicia Alonso |
| 2005 hommes                                  | Israël Gal Yekutiel, Zvi Szafran, Yoel Razvozov Avisar Sheinmann Alon Sason Rostislav Lis Andrian Kordon                                                                                                 | Hongrie László Burján, Miklós Ungvári, Ákos Braun Sandor Nagysolymosi, Gergö Rajcsányi Antal Kovács Dániel Hadfi                                                                                         | Russie Alexander Bludnin, Maxim Kuznetsov Roman Mishura, Erekle Kopaliani Tagir Khaybulaev Sergey Sedykh Maxim Bryanov |
| 2005 femmes                                  | France Laëtitia Payet, Delphine Delsalle Barbara Harel, Rizlen Zouak Gevrise Emane, Stéphanie Possamai Anne-Sophie Mondière                                                                              | Russie Gayane Arutyunyan, Anna Kharitonova Ekaterina Buravtseva, Irina Gromova Evgenia Skvortsova, Natalia Burova Elena Shleyzye                                                                         | Hongrie Ilona Perge, Hedvig Karakas Bernadett Baczkó, Brigitta Szabó Zsuzsa Keliger, Ibolya Tamási Bernadett Horváth |
| 2006 hommes                                  | Russie Artur Muslimov, Mikhail Verkholantsev Salamu Mezhidov, Alexey Popov Ivan Pershin Ruslan Gasymov, Alexander Mikhailin                                                                              | France Dimitri Dragin, Christophe Besnard Anthony Fritsch, Alain Schmitt Matthieu Dafreville, Thierry Fabre Frédéric Lecanu                                                                              | Biélorussie Maksim Jamilashvili, Aleksandr Shlyk Konstantin Siamionau Siarhei Shundzikau Andrei Kiptsevich, Yauhen Biadulin Yauheni Kavalevski Géorgie Vakhtangi Khositashvili Mindia Khomizuri Nestor Khergiani, Giorgi Baindurashvili Zurab Zviadauri, Levan Zhorzholiani Adam Okruashvili                                                                                              |
| 2006 femmes                                  | Russie Anna Khramtsova, Lyudmila Bogdanova Ekaterina Melnikova, Lyubov Belskaya Olesya Ovseichuk, Flora Mkhitaryan Ielena Ivachtchenko                                                                   | France Amel Bensemain, Delphine Delsalle Annabelle Euranie, Ilana Korval Anne Morlot Géraldine Mentouopou Rebecca Ramanich                                                                               | Espagne Oiana Blanco, Ana Carrascosa Isabel Fernandez, Sara Álvarez Cecilia Blanco, Raquel Prieto Alicia Alonso Serbie Mirela Salijevic, Jovana Rogic Radmila Perisic Milana Miljkovic, Vanja Mandic Nevenka Cupovic, Tijana Radic |
| 2007 hommes                                  | Géorgie Nestor Khergiani, Zaza Kedelashvili Mindia Khomizuri, Grigol Shinjikashvili Irakli Tsirekidze, Levan Zhorzholiani Lasha Gujejiani * Betkil Shukvani, Giorgi Baindurashvili                       | France Cyril Soyer, Jordan Amoros Mickaël Remilien, Axel Clerget Hervé Fichot Cyrille Maret, Jean-Sébastien Bonvoisin                                                                                    | Russie Artur Muslimov, Alim Gadanov Alexander Burylov, Kamil Magomedov Zafar Makhmadov, Aslan Unashkhotlov Alexander Mikhailin Biélorussie Siarhei Novikov, Yuriy Shaiko Konstantin Siamionau, Mikalai Barkouski Andrei Kiptsevich, Yauhen Biadulin Juri Rybak * Sergei Kukharenka Aliaksandr Stsiashenka                                                                                 |
| 2007 femmes                                  | France Aurore Climence, Caroline Lantoine Sarah Loko, Valériane Etienne-Fichot Mylène Chollet, Lucie Louette Ketty Mathé                                                                                 | Russie Natalia Kondratieva Lyudmila Bogdanova Ekaterina Melnikova, Yulia Kotova Natalia Kazantseva, Svetlana Fedorova Ielena Ivachtchenko * Anna Alexandrova, Olesya Ovseichuk                           | Biélorussie Volha Leshchanka, Marina Zharskaya Katsiaryna Prakapenka Katarina Filinovich Katsiaryna Radzevich, Yuliya Barysik * Katsiaryna Razumava Anastasya Leshkova Maryia Kuzniatsova Pologne Katarzyna Pulkosnik, Iwona Machalek Inga Kolodziej Agata Ozdoba, Beáta Rainczuk Agnieszka Chlipala Marzena Makula                                                                       |
| 2008 hommes                                  | Russie Sergey Tabakov, Rustam Kodzoev Sirazhudin Magomedov Tahir Khaibulaev Alexander Mihailin | Mongolie | Ukraine Géorgie |
| 2008 femmes                                  | France Caroline Lantoine, Sarah Loko Emmanuelle Payet, Magali Leguay Eva Bisseni | Mongolie | Ukraine Brésil |
| 2009 hommes                                  | Hongrie Miklós Ungvári, Attila Ungvari László Csoknyai, Tamás Madarász Barna Bor * Zsolt Gorjanacz, Sándor Nagysolymosi Levente Ledényi                                                                  | Russie Musa Mogushkov, Batradz Kaitmazov Sirazhudin Magomedov Murat Gasiev Soslan Bostanov * Konstantin Zaretsky, Maxim Bryanov                                                                          | France David Larose Mohamed Riad Antoine Jeannin Romain Buffet Matthieu Thorel |
| 2009 femmes                                  | Russie Natalia Kuzyutina, Irina Zabludina Vera Koval, Olesya Ovseichuk Tea Dongouzachvili * Marta Labazina, Margarita Gurtsieva                                                                          | France Delphine Delsalle Caroline Lantoine Marielle Pruvost, Marie Pasquet Emilie Waldet | Hongrie Éva Csernoviczki, Bernadett Baczkó Barbara Maros, Eszter Gáspár Franciska Szabó, Abigel Joo Anett Mészáros |
| 2018 Équipes mixtes                          | Allemagne Igor Wandtke Anthony Zingg Marc Odenthal Eduard Trippel Sven Heinle Amelie Stoll Theresa Stoll Szaundra Diedrich Laura Vargas Koch Carolin Weiß Anna-Maria Wagner                              | Pays-Bas Kenneth Henneveld Bas van Empelen Jur Spijkers Dewy Karthaus Natascha Ausma Hilde Jager Ilona Lucassen                                                                                          | Ukraine Hievorh Manukian Vitalii Shepel Andrii Koleśnyk Oleksandr Gordiienko Mariia Skora Iryna Khryashchevska Yelyzaveta Kalanina Galyna Tarasova Russie Denis Yartsev Musa Mogushkov Khusen Khalmurzaev Ivan Vorobyov Tamerlan Bashaev Anton Krivobokov Anastasia Konkina Daria Mezhetskaia Taisia Kireeva Alena Prokopenko Aleksandra Babintseva Ksenia Chibisova                      |
| 2021 Équipes mixtes                          | Géorgie Mamiashvili Aleko, Gigani Phridon Gvniashvili Beka, Maisuradze Luka Zaalishvili Gela, Inaneishvili Saba Liparteliani Eteri, Tchanturia Mariam Gulbani Nino, Somkhishvili Sophio                  | Pays-Bas Heg Koen , Van Harten Mathijs Renes Tigo, Spijkers Jur Cornelisse Pleuni, Hilde Jager Karen Steveson, Kamps Marit                                                                               | Russie Denis Yartsev Makhmadbekov Makhmatbek Khusen Khalmurzaev, Tasoev Inal Oganisyan David, Tamerlan Bashaev Bobrikova Daria, Anastasia Konkina Gizatulina Dina, Alena Prokopenko Vladimirova Daria, Gushchina Anna Turquie Ciloglu Bilal, Kandemir Bayram Albeyrac Veydat, Gzank Mihael Sismanlar Mert, Yildiz Ozlem Bozkurt Hasret , Ozerler Seyma Akdeniz Minel, Esir Kubranur       |
| 2022 Équipes mixtes                          | France- Benjamin Axus - Guillaume Chaine - Léa Fontaine - Marie-Ève Gahié - Priscilla Gneto - Faïza Mokdar - Alexis Mathieu - Margaux Pinot - Emre Sanal - Loris Tassier - Joseph Terhec - Julia Tolofua | Pays-Bas- Pleuni Cornelisse - Frank de Wit - Marit Kamps - Jesper Smink - Jelle Snippe - Jur Spijkers - Karen Stevenson - Shannon van de Meeberg - Sanne van Dijke - Matthijs van Harten                 | Allemagne- Seija Ballhaus - Alexander Gabler - Marlene Galandi - Laila Göbel - Raffaele Igl - Dario Kurbjeweit Garcia - Johann Lenz - Sarah Mehlau - Lea Schmid - Jonas Schreiber - Peter Thomas - Alexander Wieczerzak Turquie- Sebile Akbulut - Minel Akdeniz - Ömer Aydın - Hasret Bozkurt - Münir Ertuğ - Bayram Kandemir                                                             |
| 2023 Équipes mixtes (Jeux européens de 2023) | Géorgie- Lasha Shavdatuashvili - Georgi Terashvili - Luka Maisuradze - Lasha Bekauri - Guram Tushishvili - Gela Zaalishvili - Eten Liparteliani - Eter Askilashvili - Sophio Somkhishvili                | Allemagne- Jano Ruebo - Martin Matijass - Eduard Trippel - Erik Abramov - Losseni Kone - Pauline Starke - Seija Ballhaus - Miriam Butkereit - Renee Lucht                                                | Pays-Bas- Koen Heg - Frank de Wit - Jesper Smink - Michael Korrel - Jelle Snippe - Pleuni Cornelisse - Hilde Jager - Sanne van Dijke - Karen Stevenson - Marit Kamps Italie- Edoardo Mella - Christian Parlati - Nicholas Mungai - Gennaro Pirelli - Kwadjo Anani - Odette Giuffrida - Thauany David Capanni Dias - Irene Pedrotti - Asya Tavano - Giorgia Stangherlin                    |

## Répartition des titres par nations
Répartition des titres par nations depuis 1951. Tableau mis à jour après l'édition 2025.
| Nations              | Ensemble des titres | Titres masculins | Titres féminins | Titres mixtes |
| -------------------- | ------------------- | ---------------- | --------------- | ------------- |
| France               | 41                  | 19               | 20              | 2             |
| Union soviétique     | 16                  | 16               |                 |               |
| Géorgie              | 11                  | 8                |                 | 3             |
| Pays-Bas             | 7                   | 5                | 2               |               |
| Royaume-Uni          | 7                   | 4                | 3               |               |
| Russie               | 7                   | 3                | 3               | 1             |
| Allemagne            | 3                   | 2                |                 | 1             |
| Allemagne de l'Ouest | 2                   | 2                |                 |               |
| Belgique             | 2                   | 0                | 2               |               |
| Italie               | 2                   | 1                | 1               |               |
| Israël               | 1                   | 1                |                 |               |
| Hongrie              | 1                   | 1                |                 |               |
| Ukraine              | 1                   | 1                |                 |               |
| Pologne              | 1                   |                  | 1               |               |
| Total                | 102                 | 63               | 32              | 7             |

## Sources
- Podiums et compositions des équipes sur les pages du site Judoinside, « European Team Championships »

- Les revues « Judo » ou « Judo magazine » (magazine officiel de la Fédération française de judo) suivantes : n° 26 de novembre 1979, n°35 de novembre 1980, n°50 de novembre 1982, n° 108 de décembre 1988, n° 202 de juin 2002, n° 214 de janvier-février 2004, n° 220 de novembre 2004, n°228 de novembre-décembre 2005, n°245 de décembre 2007. Ed. Sedirep.

- Le journal L'Équipe des éditions suivantes : n° 10 175 du 27 octobre 1980, n°11 965 du 29 octobre 1984, n° 12 569 du 6 octobre 1986, n°12 884 du 10 octobre 1987, n° 13 524 du 30 octobre 1989, n°13 835 du 29 octobre 1990, n°14 144 du 28 octobre 1991, n°14 454 du 26 octobre 1992, n°14 764 du 25 octobre 1993, n°15 076 du 24 octobre 1994, n°15 380 du 17 octobre 1995, n°15 694 du 21 octobre 1996, n° 16 312 du 17 octobre 1998, n° 19476 du 28 octobre 2007.

- Le numéro spécial n° 433 de « L'Équipe magazine », « L’année 89 », page 183.

- Epreuves par équipes sur les pages « Europameisterschaften » du site Sport-komplett.de.

- Union européenne de judo.